# Пад Багдада (1638)
Пад Багдада је друго освајање града од стране Османске војске, који су били предвођени лично султаном Муратом IV. Ова битка је део Османско-Сафавидског рата од 1623. до 1639. године.

## Позадина
Багдад је прво био освојен од стране Османлија 1534. године, али га је шах Абас Велики поново освојио 1624. године. Османски султан Мурат IV одлучио је да поново заузме град. Опсада је трајала више од месец дана, и на крају се завршила у корист Османлија. Међутим, Муратов велики везир као и већина његове пешадије били су убијени у бици. Османске снаге су потпуно разориле и уништиле Сафавидски гарнизон. Након што је освојио Багдад, султан Мурат је наводно рекао Освајање Багдада је било лепше него и сам Багдад. Након овог великог успеха, Султан Мурат IV изградио је два величанствена киоска у Топкапи палати. Један је посвећен његовом походу против Ревана, а други против Багдада.